# حميد كسكس
حميد كسكس هو رجل أعمال وسياسي مغربي ونائب برلماني سابق وُلد في عام 1966 في مدينة تازة في المغرب، وكان رئيسًا لبلدية مدينة تازة.

## مسيرته المهنية والسياسية
كان حميد كسكس ينتمي إلى حزب جبهة القوى الديمقراطية قبل أن يُغادره، وينضم إلى صفوف حزب الحركة الشعبية، ويُصبح عضوًا بالمجلس الوطني للحزب، ثُم يُنتُخب ليُمثل الحزب في مجلس النواب المغربي كعضو برلمانيّ عن دائرة مدينة تازة. عُيّن حميد كسكس بعد ذلك نائبًا لرئيس مجلس المستشارين بالبرلمان المغربي، كما كان عضوًا في البرلمان الأورومتوسطي، وفي 23 يونيو عام 2009 أصبح عمدة لمدينة تازة، وهو المنصب الذي استمر فيه حتى 4 سبتمبر عام 2015.